# 다빈치 시스템즈
다빈치 시스템즈(da Vinci Systems)는 1984년 미국 플로리다주 코럴스프링스에 설립된 디지털 카메라 기업으로, 현재 완전히 JDSU의 소유이다. 888, 2K, 2K 플러스(하드웨어 기반 색 교정), TLC, 리졸브(GPU 기반 컬러 그레이딩 및 디지털 마스터링 시스템), 리바이벌(필름 복원 및 리마스터링 시스템)와 같은 제품들로 유명하며 트랙볼 기반의 색 제어판, 컬러리스트들이 동영상을 조작하는 소프트웨어를 제어할 수 있도록 하는 여러 혁신들을 보여주었다.
2009년 9월, 기업 청산 이후 다빈치 시스템의 자산은 모두 디지털 시네마 및 카메라 기반의 제품을 다루는 것으로 알려져 있는 오스트레일리아의 디지털 시네마 기업이자 제조업체인 블랙매직 디자인에 인수되었다.

## 제품

### 더 위즈
더 위즈(The Wiz)는 다빈치 클래식(da Vinci Classic) 컬러 교정기의 전작으로, Ft. Lauderdale의 VTA 테크놀로지스가 1982년에 개발한 것이다. 이 프로그램은 애플 컴퓨터용으로 개발되었으며 EPROM에 저장되었고 목록을 미니 카세트에 백업할 수 있었다.

### 다빈치 클래식
다빈치 클래식(da Vinci Classic) 아날로그 시스템은 1985년부터 1990년까지 제조되었으며 내부의 1차, 2차 처리 및 내부 NTSC 인코더를 포함한 맞춤식 외부 제어판을 갖추었다. 모토로라 68000 멀티 버스 1 시스템 컴퓨터에서 실행되었다. 프로그램과 색 교정 목록은 20MB MFM 하드 디스크에 저장되었으며, 백업은 5.25인치 플로피 디스크에 하였다.

### 다빈치 르네상스
다빈치 르네상스(da Vinci Renaissance)는 클래식 이후의 아날로그 시스템으로, 1990년부터 1993년까지 제조되었다. 클래식과 비슷하지만 3.5인치 플로피를 포함한 모토로라 68020 멀티 버스 1 시스템에서 동작하였다.

### 다빈치 르네상스 888
다빈치 르네상스 888(da Vinci Renaissance 888)은 위의 시스템과 비슷하지만 아날로그 영상 처리 대신 888 디지털 비디오 처리를 담당하였다. 이 시스템은 1992년부터 1998년까지 제조되었다.

### 다빈치 2K, 2K 플러스
1998년에 제조가 시작된 다빈치 2K 컬러 컨트롤러는 완전히 개정된 색 교정 시스템으로, HDTV, SDTV, 2K 포맷을 지원하였다. 나중에 나온 시스템인 2K 플러스는 색 교정기 도구가 개선되었으며 하이엔드 데이터시네스(DataCines) 외에도 Thomson-Grass Valley의 스피리트 데이터시네(Spirit Datacine)와 Cintel의 C-Reality & ITK Millennium와 같은 텔레시네에 사용되었다. 2K는 NTSC나 PAL로 4:2:2, 4:4:4, 8:4:4 입력을 지원하였다. HDTV의 경우 4:2:2 또는 4:4:4 입력을 지원하였다. 다수가 스피리트 데이터시네와 연동되었다.

### TLC
TLC는 텔레시네와 VTR용 편집 컨트롤러이다. 정확한 2/3 편집을 제공하였다. TLC 1은 원래 캘리포니아주 무어파크(Moorpark)가 제조하였으나, 나중에 TLC가 다빈치에 인수되면서 TLC 2가 출시되었다.

### 스플라이스
스플라이스(Splice)는 비선형 스토리지/SAN 소스 및 2K, 2K 플러스의 사용을 제고하기 위해 다빈치 스플라이스는 DPX 파일(최대 2048x1536), XYZ 크기 조절, 회전 등을 위한 내장 DVE를 갖춘 SD/HD/HSDL, 2K를 통한 전통적인 방식의 색 교정을 지원하는 데이터 관리를 제공하였다.

### 다빈치 리졸브
2004년에 시작된 리졸브(Resolve)는 차세대 컬러 그레이딩 시스템이자 실시간 2K 해상도 컬러 그레이딩을 위해 일반 PC 컴퓨터 인프라스트럭처 내에 다중 병렬 처리 엔진을 사용하는 최초의 시스템이다. 파워플랜트(PowerPlant) 카드로 알려진 다빈치 사유 하드웨어 카드에 의해 지원되는 리졸브는 실시간 HD 및 최대 4K 해상도의 비선형 컬러 그레이딩을 전달한다.

## 같이 보기
- 디스플레이 해상도
- 후반 작업

## 사진

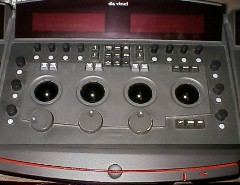
다빈치 조이 볼 제어판(Da Vinci Joy ball control panel)
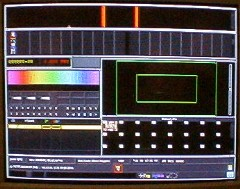
다빈치 2K 디스플레이
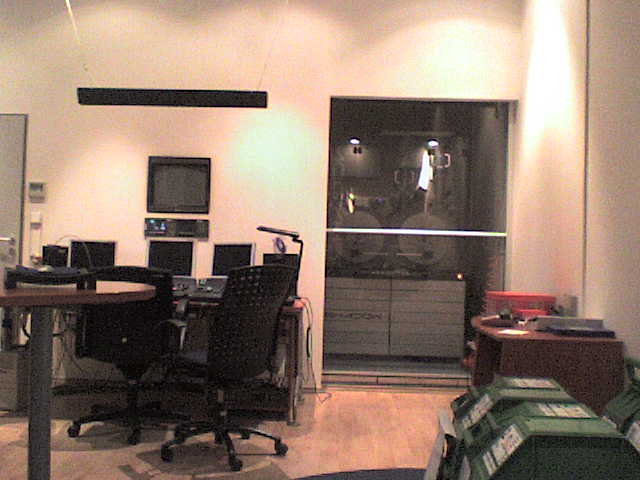
섀도 텔레시네 (색 교정 제품군)